# Sorginak
Le Sorginak sono le assistenti della dea Mari nella mitologia basca. Il nome indica anche le streghe e le sacerdotesse pagane, rendendo ancora oggi difficile ogni tentativo di capire quali siano figure leggendarie e quali no.
Le sorginak sono confuse a volte con le lamiak (simili alle ninfe). Assieme ai Jentilak, le sorginak sarebbero le autrici dei megaliti.
Come le streghe europee, le sorginak si riuniscono in sabba (in basco akelarre) locali. Si dice che ciò avvenga nei venerdì notte, quando Mari e Sugaar si incontrano in caverne sacre e provocano tempeste.

## Etimologia
L'etimologia del nome è ancora contesa: il suffisso -gin (creatore, da egin: fare) è l'unico lemma su cui tutti vanno d'accordo. Per il resto:
- una teoria afferma che sor derivi da sorte (destino), e quindi sorgin significherebbe chiaroveggente.
- un'altra sostiene che sor è la radice di sortu (creare), e dunque sorgin significherebbe creatore.

Il suffisso finale -ak non ha "misteri", in quanto indica semplicemente il plurale dei nomi in basco.

## Leggende

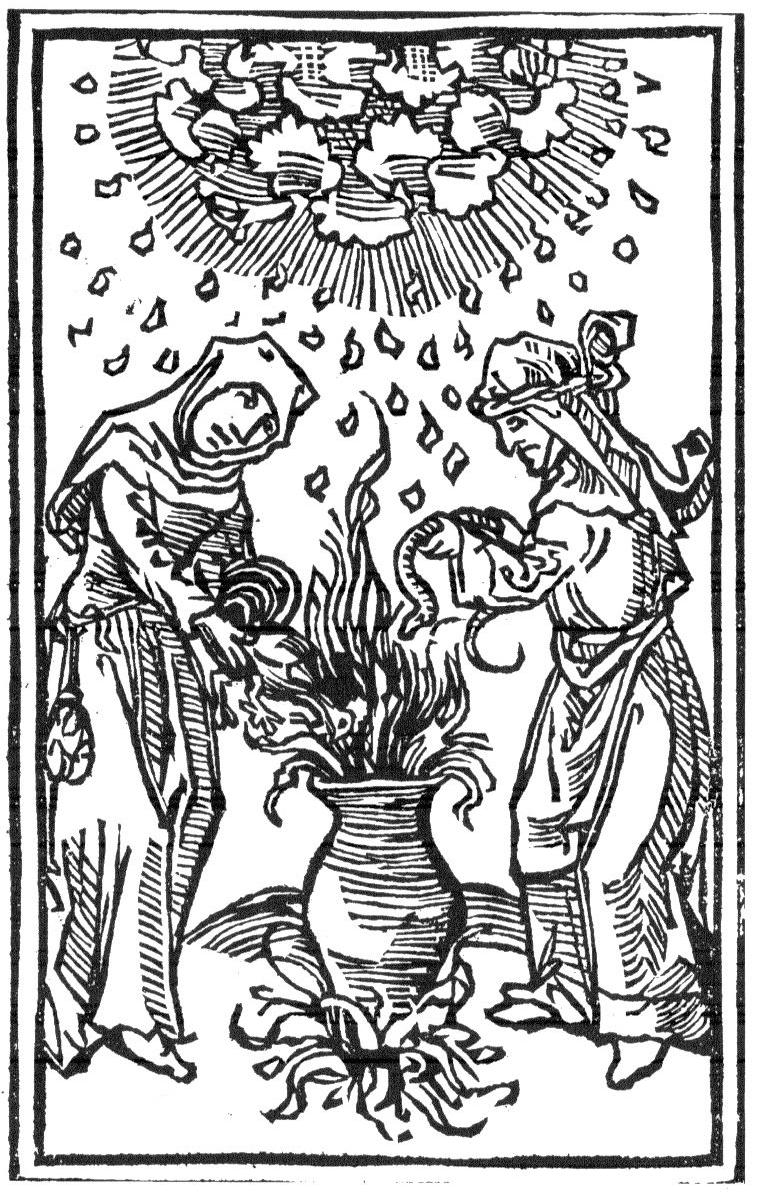
Alcune sorginak durante un sabba.

Le Sorginak sono spesso intente a recitare formule durante i sabba (in basco akelarre)
Tra le loro formula cantante, la più nota è:
Le sorginak possono anche trasformarsi in animali, specialmente in gatti. Questi a volte sono raffigurati intenti a convincere giovani donne a partecipare ai sabba.
Alcuni documenti dell'Inquisizione spagnola descrivono delle presunte pratiche orribili delle sorginak come mangiare bambini o creare veleni. Ma le leggende popolari sono prive di questi riscontri, mentre menzionano il rituale di baciare il diavolo ed i genitali di animali, a seconda delle formule.

## Sorginkeria
Sorginkeria è la definizione per riferirsi alla Stregoneria Tradizionale (autoctona) delle Province Basche peninsulari (Spagna) e continentali (Francia). La parola Sorginkeria significa “L'Ufficio delle Sorginak”, la parola Sorgin, che non ha distinzione di sesso e si può riferire sia agli uomini sia alle donne, è il nome con cui, maggiormente, si fanno chiamare i praticanti della Stregoneria di cultura, storia e mitologia basca. Le pratiche sciamaniche (danze estatiche e culto pirenaico dell'amanita muscaria) derivano dall'antica Stregoneria Medievale, così come le pratiche basate sui manoscritti dello Stregone Johanes, famoso stregone navarro del XVI secolo. L'orientamento principale di queste pratiche ha, come obbiettivo, anche il viaggio fatto nel Sabbath, in questo caso chiamato Akelarre (Prato del Caprone) per la comunione con dei e spiriti ancestrali di carattere locale e la “visione del maestro” concentrata sulla divinità pre-romana e pirenaica Aker, mezzo uomo, mezza capra e rappresentato per l'inquisitore Pierre de Lancre con una fiamma tra le sue corna (basandosi sulle testimonianze dei prigionieri dell'inquisizione spagnola e francese). A parte questo, vi è una grande influenza del culto agricolo basato sui miti della lotta tra gli spiriti rossi-neri (invernali) e bianchi (estivi), così come del mito del matrimonio cosmico tra Amalur (Madre Natura) e il Serpente Sugaar. I suoi gruppi sono generalmente diretti da una persona, uomo o donna (Azfia o Aya, rispettivamente).

## Persecuzioni
L'era moderna portò nei Paesi Baschi l'Inquisizione spagnola, che intendeva "cristianizzare" il paese, che era ancora pagano nel XVII secolo. Fin dall'annessione della Navarra da parte della Castiglia tra il 1512 ed il 1522, erano iniziate le persecuzioni verso gli Ebrei, i Mussulmani, ma anche contro le native sorginak. In un processo del 1610, a Logroño, dodici donne furono messe al rogo come eretiche.
Già l'anno prima, Pierre de Lancre aveva iniziato dei processi sommari nella parte francese dei Paesi Baschi, nella convinzioni che molte donne basche fossero streghe. Iniziò così il Grande Massacro, che terminò solo alla fine del XVIII secolo, con la completa affermazione del Cristianesimo.

## Luoghi associati alle sorginak
Araba

Le regioni basche: Araba, Bizkaia (Biscaglia), Gipuzkoa, Nafarroa (Navarra), Lapurdi (Labourd), Nafarroa Beherea (Bassa Navarra) e Zuberoa (Soule).

- Aramaio: uno dei luoghi adatti per i sabba (o akelarre).
- Maeztu: una donna di questo villaggio, Margarita Jauri, fu dichiarata strega appartenente al covenant di Zugarramurdi dall'Inquisizione spagnola. Fu torturata e detenuta, a tal punto che, appena rilasciata, si suicidò.
- Urizaharra: un campo in cui si dice abbiano luogo gli akelarre.

Bizkaia
- La cima della montagna Anboto è la dimora della dea Mari, che infatti è anche detta Anbotoko Sorgina (la strega di Anboto) ed Anbotoko Damie (la Signora di Anboto). Si dice anche che risieda in una caverna sulla sommità della montagna, chiamata appunto Sorginkoba (la Caverna della Strega).
- Dima: la fattoria di Petralanda fu il sito principale degli akelarre della regione di Arratia fino al XVI secolo, secondo i documenti dell'Inquisizione spagnola.
- Durango fu il centro di un'eresia begarda che portò al rogo 13 persone. Successivamente, nel XVI e XVII secolo, furono tenuti altri processi per eresia.
- Mañaria: la caverna di Azkondo era il luogo di riunione delle streghe. José Miguel de Barandiarán Ayerbe menziona anche che le montagne tra la valle di Akelarre e la caverna di Silibranka (un sito paleolitico) fosse stata modellata dai demoni.
- Murueta: secondo la leggenda, il luogo di Etxebartxuko-landa.
- Muxika: altro luogo di akelarre.
- Orozko: sito locale di sabba. Attorno alla montagna di Garaigorta, si ritiene che ci sia anche una dimora della dea Mari, nonché una caverna (Supelegor) associata alle lamiak.
- Zeberio: una tenuta dove si riunirebbero le sorginak locali, prima di partire per un sabba.

Gipuzkoa
- Andoain: si dice che si trovi un vecchio ponte costruito dalle sorginak.
- Ataun: ricco di luoghi frequentati da sorginak: Txabaltxo (un torrente), Iraubeltz (un bosco), Mendabiita (un ponte), Zelaun (una piana), un torrente vicino alla fattoria di Artzate, la sorgente del Negarregi ed i pressi di Dantzaleku. Spesso alcuni siti prendono il nome dalle sorginak: Sorginiturri (sorgente delle streghe), Sorginpelota (pallone delle streghe), Sorginzulo and Sorgizuloeta (rispettivamente: nicchia della strega e nicchie delle streghe).
- Azkoitia: la fattoria di Kimutxo.
- Bergara: la montagna di Itxu è il luogo di sabba locali.
- Errenteria: una donna di questo villaggio (che ora è una città industriale), di nome María Zozoaia, fu la principale accusata al processo per stregoneria di Zugarramurdi. Secondo documenti dell'Inquisizione spagnola, si riunivano nel campo di Matxarena, detto anche Atsegin Soro (frutteto del piacere).
- Hernani: la caverna di Sorgintxulo, come riportato da José Miguel de Barandiarán Ayerbe.
- Hondarribia: una locale (ma non di meno brutale) serie di processi dell'Inquisizione spagnola del 1530.
- Lezo: città in cui si dice che l'Inquisitore Ugarte sia stato avvelenato dalle streghe nel 1531.
- Lizartza: poco distante dalla montagna di Aini.
- Mendaro: la casa si Silerokua or Silerene una volta era abitata da una strega, che si trasformò in un gatto per avvicinare alla stregoneria altre donne.
- Oiartzun: ennesimo luogo di sabba.
- Oñati: la caverna di Gaiztozulo (buco del male) sarebbe un'altra dimora della dea Mari e la sua corte di sorginak.
- Pasaia: una donna locale, Mari Zuloko, su imprigionata a Donostia, accusata di stregoneria. Fu condannata all'esilio, e si trasferì a Donibane-Lohitzune.
- Tolosa: da non confondere con l'omonima città francese. In questo piccolo comune spagnolo, si dice che le streghe lavassero i propri vestiti, presso il fiume Ugartebide.
- Zegama: dove la dea Mari viene detta anche Aketigiko Sorgina (strega della montagna di Aketegi).

Lapurdi
Lapurdi è stata particolarmente travagliata da processi per stregoneria su ampia scala per tutto il 1609. Processi istituiti soprattutto da Pierre de Lancre, convinto che fosse una regione popolata interamente da streghe.
- Arrangoitze: le persone di questo villaggio vengono considerate tutte streghe.
- Azkaine: durante i processi del 1609, il prete del villaggio fu messo al rogo per stregoneria.
- Donibane-Lohitzune: il campo di Alakoandia ed i ponti che ci sono tra questo villaggio e Ziburu.
- Hendaia: la spiaggia locale sarebbe il sito preferito per i sabba. In un processo del 1609, un testimone disse che ci fossero tante streghe in quel villaggio quante stelle ci sono nel cielo.
- Lahuntze: altro luogo per akelarre.
- Sara: diverse leggende menzionano come case dove vivono le sorginak quelle di Egoainea, Ihartzegaraia e Larraburua. Il sabba locale si terrebbe nel campo di Fikozelai. Diverse persone furono messe al rogo nel 1609, tra cui dei minorenni, e la signora della tenuta di Txantokorena.
- Senpere: Pierre de Lancre visse qui durante la caccia alle streghe del 1609, nel castello di Amou, dove si tennero anche diversi processi. Secondo i documenti dell'epoca, l'akelarre locale si teneva nel cimitero, in case private, e perfino nello stesso castello di Amou: particolare abbastanza strano perché significherebbe una qualche complicità di Pierre de Lancre, che vi alloggiava. Comunque, molte persone del villaggio furono accusate di preparare l'omicidio di Pierre de Lancre e giustiziate.
- Urruina: due streghe locali furono giustiziate su ordine di Pierre de Lancre. Altre riuscirono a fuggire nella Bassa Navarra.
- Ustaritze: nel 1576 Marie Txorropike della tenuta di Ianetabarta fu messa al rogo. Altre quaranta persone ritenute complici vennero giustiziate. Altre persone, tra cui diversi minori, vennero processati nel 1609.
- Ziburu: un largo numero di persone di questa cittadina furono processati nel 1609, inclusi cinque preti.

Nafarroa
Diverse zone della Navarra sono state interessate alle "epurazioni" dell'Inquisizione nel 1610, ma la zona più "colpita" è quella di Zurgarramurdi.
- Abaurregaina: c'è un ponte naturale chiamato Sorginzubi (ponte delle streghe).
- Altsasu: una leggenda locale dice che la dea Mari vive nella caverna di Odabe, con una sorgina come serva.
- Araitz: le streghe locali si incontrano sul pendio di Urrizola prima di volare al sabba.
- Arantza: la montagna di Arrutxipi sarebbe il luogo d'origine di alcune sorginak del passato.
- Areso: la caverna di Uli, presso la montagna di Ulizar, fosse il sito preferito per i sabba.
- Auritz: i siti di Basajaunberro (l'odierna Patxaranberro), nei pressi della montagna di Ortzanzurieta e di Sorginarizaga, vicino a Orreaga (l'antica Roncisvalle). Si tenne due volte la caccia alle streghe: nel 1525-27 e nel 1575.
- Bargota: il prete locale Juanis de Bargota era un famoso stregone. Aveva relazioni con la strega di Biana, Endregoto. Entrambi furono processati nel 1610, ma al rogo finì solo la donna, mentre il prete se la cavò con il pentimento.
- Baztan: l'abate Aranibar di Urdazubi fece confessare molte persone, tra cui minori, nel 1610, dopo averle torturate. Nel 1612 iniziò un processo contro sette donne locali. Le torture furono così brutali che chiesero di essere trasferite a Logroño, dove aveva sede l'Inquisizione spagnola, come male minore.
- Bera: le streghe locali si incontrerebbero sulla montagna di Larrun, assieme alle loro colleghe di Sara e di Azkaine.
- Bertizarana: secondo i documenti dell'Inquisizione, le streghe si riunivano nel villaggio di Nabarte. Nel 1611, l'abate Aranibar organizzò una caccia alle streghe a Legasa. Graciana de Maribertizena e sua figlia furono torturate brutalmente e "confessarono" diverse colpe.
- Biana: una collina vicino a Las Cañas sarebbe l'antico sito per dei sabba. Biana fu anche la città natale di Endregoto, la compagna di Juanis de Bargota, che fu messa al rogo nel 1610.
- Burgi: secondo un processo dell'Inquisizione del 1569, le streghe si incontravano a Larraionoa ed a Los Linares.
- Ergoiena: la grotta di Arleze è un luogo per sabba; quella di Putxerri (detta anche Putterri or Bueitarri) è considerata come il luogo d'origine di geni che possono trasformarsi in animali rossi, neri o bianchi; un'altra leggenda dice che si trova una dimora della dea Mari, chiamata Putxerriko Damea (la Signora di Putxerri).
- Etxalar: colpita dal processo del 1610; il campo di Aranduriaretxa (detto anche Urristilde o Sarueta) ed il sito di Larbure sono considerate luoghi di akelarre.
- Garaioa: nel 1525, un uomo locale di nome Martin Lizuain fu messo al rogo ad Auritz. Nel 1577, accusate da un bambino di 5 anni, sette donne furono processate, e due di loro morirono durante le torture.
- Hiriberri: la montagna di Petxuberro (o anche Petiriberro) sarebbe luogo di sabba.
- Izaba: altro luogo di sabba.
- Ituren: luogo di sabba e teatro di processi alle streghe tra il 1525 ed il 1610.
- Itza: il picco di Oskia (o Arkaitz) sarebbe una sorta di picco delle streghe.
- Larraun: nella caverna di Alli si trova un dolmen, ed il posto era sacro per i sabba.
- Lerga: il sito di Campoluengo.
- Lesaka: al processo del 1610 si disse che i sabba avvenivano nel campo di Kolunba.
- Miranda de Arga: il campo di Baiona.
- Otxagabia: la leggenda dice che Giovanni I di Navarra fu ucciso da una magia nera del vescovo di Troyes (che effettivamente, fu accusato di stregoneria nel 1308-13); da allora, si dice, il fantasma della regina vaga nella foresta di Irati, assetata di vendetta. L'akelarre locale sarebbe la piazza del villaggio.
- Pamplona: la capitale della Navarra fu colpita da numerosi processi nel 1527.
- Piedramillera: vicino alla cima doppia di Dos Hermanas.
- Erronkari: Bedagin-pikoa era il sito del locale akelarre. La città fu colpita dalle persecuzioni del 1532.
- Ultzama: le montagne di Aldaun, Xuxurro, Urbilaga ed Elizamendia sono considerati siti sabbatici.
- Urdazubi: Nel 1609, la caccia alle streghe arrivò in questo villaggio, dicendo che i riti si svolgevano addirittura nella chiesa locale. Secondo José Miguel Barandiaran, sarebbe interamente abitato da streghe.
- Ziordi: Bekatu-Larre (campo dei peccati) sarebbe un antico luogo di sabba. Il villaggio fu sede di processi alle streghe tra il 1575 ed il 1576, e poi di nuovo nel 1610.
- Zugarramurdi: Akelarrenlezea (la grotta dell'akelarre) si trova ad appena 500 metri dal villaggio. Ma in realtà le streghe si riunirebbero all'aperto, nei pressi del campo di Berroskoberro. Anche in questo villaggio si sono tenuti diversi processi per stregoneria: nel 1610 furono bruciate 11 persone. Una leggenda racconta che tutte le donne di Azkar siano streghe. Nelle caverne di Akelarrenlezea, comunque, oggi si tengono delle feste per il solstizio d'estate, rigorosamente in costume d'epoca.

Nafarroa Beherea
- Bidarrai: il ponte Ebrain, conosciuto anche come Infenuko zubia (ponte dell'Inferno), viene ricordato come opera di sorginak e lamiak, che l'avrebbero costruito in una sola notte.
- Eiheralarre: le persone che vivono qui sono tradizionalmente considerate streghe nel loro complesso. Vengono infatti chiamati akelartarrak (quelli che frequentano gli akelarre).
- Iholdi: le streghe locali laverebbero i loro vestiti nel torrente Oxarti.

Zuberoa
- Altzai-Altzabeheti-Zunharreta: l'Arlegiko Kutxia (incrocio di Arlegi) è un luogo dove le sorginak si manifesterebbero. Un altro sito di akelarre è Artegaina, dove si trova anche una grotta, Ertzagainako karbia, dove si dice abbia vissuto un dragone.
- Sohüta: villaggio dove vivrebbero diverse streghe, che si riunirebbero nei pressi di Maule.